# أوتوات
أوتوات (بالإنجليزية: AutoIt)‏ (تنطق بالإنجليزية aw-tow-it) هي لغة برمجة نصية مجانية تشبه لغة بيسك صممت لأتمتة نوافذ الويندوز واستخدامات عامة أخرى، تدمج اللغة بين محاكاة لوحة المفاتيح، وحركات المؤشر، ونقراته، والتحكم بالنوافذ لتؤدي مهام الأتمتة بطرق غير ممكنة بلغات أخرى مثل في بي سكربت و SendKeys. أوتوات أيضا لا تعتمد على غيرها فيما عدا نظام التشغيل.
في البداية كانت أوتوات بسيطة الوظائف، ولكنها تطورت بشكل كبير خصوصا في الإصدار الثالث V3 حيث أضيفت لها خلال هذا الإصدار الكثير من الخوارميات(الدوال)، وتطورت فيها خاصية واجهات المستخدم الرسومية، وتم تحسين محررها وإضافة أدوات كثيرة إليه. وهي الآن تملك بيئة تطوير متكاملة معتمدة محررها (سايت) المعتمد على سينتيلا (مكتبة برمجية).
بعد كتابة الأوامر النصية(Script) يتم تحويله إلى صيغة تنفيذية تعمل على ويندوز ويمكن ضغطها باستخدام يو بي إكس ليصغر حجمها ويمكن إضافة إليها العديد من الوظائف عن طريق مكتبات أوتوات تسمى UDF وهي اختصار لـUser Defined Functions.

## نبذة تاريخية

### أكتوبر 1998
كان جوناثن(Jonathan Bennett) صانع أوتوات يعمل لصالح شركة بخصوص تثبيت برامج بشكل صامت, فبحث عن طريقة لضغط الأزرار, وحينها استخدم Microsoft ScriptIt الذي كان يسمح بضغط الأزرار بطريقة صامتة.
Microsoft ScriptIt عمل بشكل جيد, ولكن واجهته مشاكل حيث كان غير متوافق مع بعض أنظمة التشغيل, وسبب مشكلة مع بعض البرامج.
ثم بعد فترة في نفس السنة بدأ استخدام لغة C لمحاكاة الضغط.

### يناير 1999
تم إطلاق أوتوات الإصدار الأول v1.0 وكانت صيغته تشبه Microsoft ScriptIt, وتضمن خوارزميات للتحكم بالنوافذ, ومحاكاة لوحة المفاتيح مثل (Send, Run, RunWait, WinWait, WinWaitClose, WinWaitActive, WinHide, WinActivate, WinClose, WinRestore, Sleep، SetKeyDelay), وتمكن جوناثن من تخطي مشاكل Microsoft ScriptIt حيث كان أوتوات) 1.0 أصغر منه, ويمكن التعامل مع النوافذ الخاملة(غير النشطة), ويمكن عمل خطة عمل, ويعمل بشكل صحيح في حالة تغير فترات الانتظار, وكان أكثر توافقا مع الأنظمة. وكانت له عدة مشاكل أيضا.

### يناير - ابريل 1999
تم إصدار عدة إصدارات أخرى وصلت إلى 1.8 مع ميزات مهمة جديدة.

### أغسطس 1999
تم إطلاق أوتوات 2, والذي كان أول إصدار يتضمن AutoItX.

### سبتمبر 1999
تم إطلاق أوتوات 2.1, والذي كان أول إصدار يمكن تحويل النص البرمجي(script) إلى ملف تنفيذي يعمل على ويندوز(Windows).

### سبتمبر - مايو 1999
تم إطلاق عدة إصدارات, وازدادت وظائف أوتوات بشكل هائل.

### مايو 2001
كانت الشيفرة المصدرية(Source Code) لأوتوات في فوضى تامة, تم كتابة الشيفرة المصدرية بالكامل من جديد في C++.

### يناير 2002
أوتوات 2.62, تتضمن Exe2Aut (تفكيك الصيغة التنفيذية إلى الشيفرة المصدرية), وتمت إضافة AutoItDLL.

### ديسمبر 2002
أوتوات 2.64 كان آخر إصدار من أوتوات 2.

### يناير 2003
تطورأوتوات في فترة 2001-2003 تطورا بسيطا جدا, لاحظ جوناثن (Jonathan Bennett) أن الشيفرة المصدرية باتت في فوضى عارمة كالسابق, كانت صيغة كتابة أوتوات 2 سيئة جدا.
بدأ جوناثن يطور بيئة أوتوات 3, وقرر تغيير صيغة كتابة أوتوات.

### مارس 2003
إطلاق أول نسخة منشورة من أوتوات 3 بيتا.

### فبراير 2004
بعد أكثر من 100 إصدار بيتا من البرنامج, تم إصدار أوتوات 3.0.100 أخيرا.

## مطورون
المطورون الأساسيون النشطون هم:
- جوناثن بينيت (Jonathan Bennett) - يعرف بـ Jon
- جايسن بوجز (Jason Boggs) - يعرف بـ Valik
- جاين بول (Jean-Paul Mesnage) يعرف بـ jpm
- ديفيد نوتال (David Nuttall) يعرف بـ Nutster

ويوجد غيرهم ساهموا في أوتوات.

## مميزات
- مجاني بالكامل.
- صغير الحجم نسبيا فحجمه بالكامل مع المحرر الاعتيادي تقريبا 8 م.ب [1]
- ذات صيغة برمجة سهلة الفهم, من عائلة لغات البيسك(Basic).
- يوجد الكثير من الإضافات لها
- منتدى دعم نشط على الإنترنت (إنجليزي)
- تدعم بروتكولات TCP, وUDP.
- تدعم كائنات COMوهي اختصار لـ(Component Object Model) دعماَ جيداَ.
- تتعامل مع مكتبات الربط الديناميكي (Win32 DLL).
- المجمع يشمل دمج ملفات مع البرنامج لتستخرج عند تشغيلها.
- إنشاء الواجهات الرسومية (GUI) بكثير من عناصر التحكم الخاصة بها.
- إنشاء الرسائل وصناديق الإدخال.
- التعامل مع بعض أنواع الصوتيات كالتشغيل, والتوقيف بدون إضافات.
- التحكم بالنوافذ, والعمليات في الذاكرة.
- محاكاة كاملة لجميع أفعال المستخدم تحريك الفأرة, والكتابة, وغيرها.
- نتيجة التجميع ملف تنفيذي يعمل بذاته على نظام ويندوز(Windows).
- يدعم ترميز يونيكود (Unicode) من الإصدار 3.2.4.0.
- يدعم نظام 64 بت (64 bit) من الإصدار 3.2.10.0.
- دعم كامل للتعابير النمطية (Regular expression).
- متوافق مع الأنظمة Windows 2000 / XP / 2003 / Vista / 2008 / Windows 7 / 2008 R2.[2]
- يعمل مع User Account Control الخاصة بويندوز فيستا (Windows Vista).

## رخصته
يرخص أوتوات تحت رخصة ترخيص المستخدم النهائي End-user license agreement تختصر إلى (EULA)وهو مجاني بكامل أدواته وموارده, والأغلبية الساحقة من مكتباته.

## استخداماته
يستخدم أوتوات بشكل واسع في أتمتة الأعمال, وفي أدوات الصيانة.
وقد استخدم بعد تطورها في الإصدار الثالث لإنتاج برامج كبيرة بالنسبة لما ينتج في النسخ السابقة.

## حدوده
- لا يمكن لأوتوات العمل بالبرمجة المتزامنة, أو غير المتزامنة, أو المتوازية; مما يجعل برمجة بعض التطبيقات مثل تطبيقات الاتصالات صعبة إذا لم تكن مستحيلة.
- في بعض الأحيان يتم كشف ملفات أوتوات التنفيذية على أنها مضرة, أو فيروسات, ويسمى كشف خاطئ(false positive)؛ ذلك أنه تطبيق استخراج ذاتي.

وقد سبب هذا مشكلة كبيرة حوالي 17 أكتوبر 2006 حيث كانت معظم برامج مكافحة الفيروسات تكشف على أنها فيروسات مما سبب أزمة ثقة كبيرة بالبرنامج وقد عانت بعض المنتديات العربية المختصة بالصيانة بسبب هذه المشكلة حيث كان كثير من الأدوات مبرمجة بالأوتوات, وسببت مشكلة كبيرة, مما استدعى الفريق لمراسلة شركات الحماية وتدارك المسألة.

### أوتوات والبرمجة كائنية التوجه(OOP)
لا يمكن لأوتوات العمل مع البرمجة كائنية التوجه (Object-Orientation Programming), ولكن ظهرت مكتبة تدعى AutoItObject يمكن العمل من خلالها.

## مرفقاته

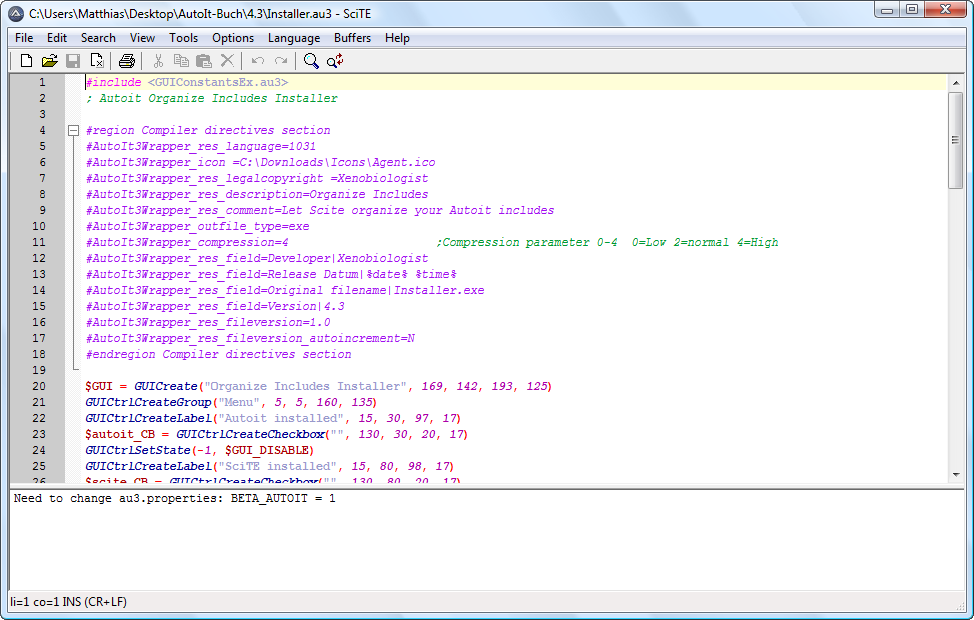
صورة توضيحية لمحرر الأوتوات SciTE4Autoit

تملك أوتوات عدة أدوات ومحررات, منها:
- محرر SciTE4Autoit : وهو المحرر الرسمي لأوتوات, وهو تخصيص للمحرر سايت ليتناسب بشكل كامل مع أوتوات.
- محرر jEdit 4 AutoIt : وهو نسخة معدلة من المحرر جي إيدت لتتناسب مع أوتوات [5]
- برنامج AutoIt Debugger : منقح لأوتوات.[6]
- عدة أدوات قياسية, منها :

- AutoIt Windows Info : تجلب معلومات النوافذ, وتعتبر أداة أساسية لأن مهمة أوتوات خي الأتمتة النوافذ في المقام الأول.
- AU3Record : أداة مرفقة مع سايت لتسجيل أفعال المستخدم لتكرارها في الشيفرة البرمجية.
- CodeWizard : أداة مرفقة مع سايت لتسهيل كتابة شيفرات الصناديق.
- FuncPopUp : أداة مرفقة مع سايت لتسهيل كتابة الدوال بحيث تظهرها في طرف النافذة.
- Obfuscator : أداة مرفقة مع سايت لجعل قراءة الشيفرة البرمجية صعبة جدا, وتستخدم لحماية مصادر البرامج في حالة عمل إعادة تفكيك.
- Tidy : أداة مرفقة مع سايت لترتيب الشيفرة البرمجية.
- Koda : اداة مرفقة مع سايت لانتاج أوامر انشاء النوافذ باستخدام واجهة سهلة الاستخدام.

## التركيب النحوي
يعتمد أوتوات صيغة بسيطة نسبيا, فمثلا لا يوجد خاصية نوع المتغير عند تعريفه, معظم الأوامر لا تحتوي الكثير من الإشارات, وهي قريبة من اللغة البشرية, ونهاية السطر تكون بالنزول وليسب بالفاصلة المنقوطة كما في أغلب اللغات.

### أنواع البيانات
في أوتوات عدة أنواع من البيانات هي :
1. النصوص String
2. الأرقام Numbers
3. قيم منطقية [الإنجليزية] Booleans
4. المؤشر Pointer وتسمى مقابض النوافذ بـ HWnd
5. قيم ثنائية Binary

### الدوال
الصيغة العامة للدوال هي :
```
Function
(
First
 
Parameter
,
 
Second
 
Parameter
,
 
[
 
Third
 
Parameter
,
 
[
 
Fourth
 
Parameter
]])

```

حيث تشير الأقواس المتوسطة [ ] إلى مدخلات غير ضرورية.
وتسمى الدوال بمسميات سهلة, عادة ما تبدأ باسم الشيء المتخصص فيه, أمثلة على الدوال.
```
FileCopy
 
(
"source"
,
 
"dest"
 
[,
 
flag
])

FileDelete
 
(
"path"
)

DllCall
 
(
"dll"
,
 
"return type"
,
 
"function"
 
[,
 
type1
,
 
param1
 
[,
 
type
 
n
,
 
param
 
n
]])

ProcessClose
 
(
"process"
)

RegRead
 
(
"keyname"
,
 
"valuename"
)

StringLen
 
(
"string"
)

```

#### دوال المستخدم
يمكن للمستخدم عمل دوال خاصة به عن طريق Func وينتهي بـ EndFunc
مثال :
```
UserMsg
(
"النص"
,
"العنوان"
)

Func
 
UserMsg
(
$Text
,
$Title
)

	
$Text
 
=
 
'.:: '
 
&
 
$Text
 
&
 
'::.'

	
MsgBox
 
(
64
,
$Title
,
$Text
)

	
Return
 
1

EndFunc

```

### المتغيرات
ليس من المهم تعريف المتغير قبل استخدامه, يكون تعريف المتغير بأحد الكلمات الثلاث : Local و Global و Dim.
ويسبق المتغير بعلامة الدولار $ للدالة على أنه متغير. ولا يجب تحديد نوع المتغير عند تعريفه
مثال :
```
Dim
 
$Var1
 
=
 
125

Global
 
$Var2
 
=
 
'Wikipedia'

$Var3
 
=
 
0xf0ed5a

```

#### المصفوفات
لا بد من تعريف المصفوفات بأحد الكلمات السابقة Local و Global و Dim.
وتعين الأبعاد باستخدام الأقواس [ ].
مثال :
```
Global
 
$Array1
[
4
]
 
=
 
[
1
,
'String'
,
True
,
0xf5d54a
]
 
;مصفوفة من بعد واحد عدد العناصر 4

Global
 
$Array2
[
4
][
3
]
 
;مصفوفة من بعدين عدد العناصر 12 عنصر

```

### الماكرو Macro
وهي متغيرات يتم تعريفها تلقائيا, وهي للقراءة فقط. تبدأ بعلامة at @ للدلالة على أنها ماكرو.
مثال :
```
@ScriptDir
 
;مسار ملف النص البرمجي

@OSArch
 
;نوع النظام من حيث المعالج

@AppDataCommonDir
 
;مسار مجلد في النظام

@DesktopWidth
 
;عرض شاشة العرض بالبكسل

```

### العمليات
يحتوى أوتوات العمليات الحسابية والمنطقية, فمثلا العمليات الحسابية الجمع والطرح والضرب والقسمة وغيرها، وعمليات المقارنة مثل أكبر, وأصغر, وأكبر أو أصغر, والعمليات المنطقية مثل (و) و(أو) و(نفي)

### الشرط
يمكن الشرط عن طريق ثلاث عمليات :
- If بأنواعها.
- Switch
- Select

### الحلقات
هناك الحلقات الافتراضية وهي :
- حلقة For...Next
- حلقة While...WEnd
- حلقة Do...Until
- حلقة For...In...Next

### الملاحظات أو التعليقات
هناك يمكن عمل ملاحظة لسطر واحد عن طريق الفاصلة المنقوطة ;، ويمكن عمل ملاحظات لأسطر عديدة عبر وضعها بين #cs و#ce
مثال :
```
$V
 
=
 
1
 
;ملاحظة لسطر واحد

#cs

ملاحظة

$V = 1

ملاحظة

ملاحظة

#ce

```

### الواجهة الرسومية GUI
يمكن عمل واجهة من خلال السابق فالتعامل مع الواجهات يتم عن طريق دوال عادية تبدأ بكلمة GUI. بالإضافة إلى الحلقات.

### المكتبات UDF
يحتوي أوتوات الكثير من المكتبات, منها ما هو قياسي موجود افتراضيا ومنها ماهو من عمل المستخدم وهي كثيرة جدا, ومتوفرة في منتدى البرنامج.
يمكن تضمين المكتبات عن طريق #Include.

### حدود الأوامر
هناك حدود للأوامر بالإضافة إلى حدود ويندوز الافتراضية.
وهي :
- النص البرمجي: أقصى عدد أسطر للنص البرمجي الواحد هو 4,095
- النصوص : أقصى حجم للنص الواحد هو 2147483647 خانة
- الأرقام : أقصى عدد يمكن تحته هو 9223372036854775807
- القيم الثنائية : يمكن أن يحتمل القيمة الثنائية الواحدة 2147483647 بايت
- المصفوفات :-

- يمكن عمل 64 بعد للمصفوفة كحد أقصى
- و 16 مليون عنصر كحد أقصى

- المتغيرات : لا يمكن أن يتخطى اسم المتغير 255 حرف.
- الدوال: أقصى عمق لنداء الدوال هو 5100 مستوى, ولا يوجد حد لعدد الدوال.
- النوافذ : أقصى عدد لعناصر التحكم هو 65532, ولا يوجد حد لعدد النوافذ

## أمثلة

### Hellow World!
```
; إظهار Hellow World! في صندوق رسالة.

MsgBox
(
0
,
 
"Title"
,
 
"Hellow World!"
)

Exit

```

### جلب المتوسط الحسابي
يحتوي الشيفرة التالي : دالة من المستخدم ونافذة وشرط.
```
;Finds the average of numbers specified by a user.

;The numbers must be delimited by commas.

#NoTrayIcon

#include
 
<
GUIConstantsEx
.
au3
>

#include
 
<
Array
.
au3
>

#region
---------------
GUI
-----------------------

$form
 
=
 
GUICreate
(
"Average Finder"
,
 
300
,
 
100
)

$label
 
=
 
GUICtrlCreateLabel
(
"Enter the numbers to be averaged separated by commas"
,
 
19
,
 
0
)

$textbox
 
=
 
GUICtrlCreateInput
(
""
,
 
20
,
 
20
,
 
220
)

$label1
 
=
 
GUICtrlCreateLabel
(
"="
,
 
245
,
 
20
,
 
30
,
 
20
)

$ansLabel
 
=
 
GUICtrlCreateLabel
(
""
,
 
255
,
 
20
,
 
50
,
 
20
)

$button
 
=
 
GUICtrlCreateButton
(
"Find Average"
,
 
100
,
 
40
)

GUISetState
(
@SW_SHOW
)

#endregion
---------------
END
 
GUI
-----------------------

While
 
1

	
$msg
 
=
 
GUIGetMsg
()

	
If
 
$msg
 
=
 
$GUI_EVENT_CLOSE
 
Then
 
Exit

	
If
 
$msg
 
=
 
$button
 
Then

		
If
 
_findAvg
(
GUICtrlRead
(
$textbox
))
 
=
 
"malform1"
 
Then

			
GUICtrlSetData
(
$ansLabel
,
"Error"
)

		
Else

			
GUICtrlSetData
(
$ansLabel
,
 
_findAvg
(
GUICtrlRead
(
$textbox
)))

		
EndIf

	
EndIf

WEnd

Func
 
_findAvg
(
$nums
)

	
Local
 
$sData

	
Local
 
$ans

	
;Clean up input format----------------->

	
$chk
 
=
 
StringRight
(
$nums
,
 
5
)

	
If
 
$chk
 
=
 
","
 
Then
 
$nums
 
=
 
StringTrimRight
(
$nums
,
 
1
)

	
If
 
StringInStr
(
$nums
,
 
","
)
 
<
 
1
 
Then

		
Return
 
(
"malform1"
)

	
EndIf

	
;---------------------------------->

	
$sData
 
=
 
StringSplit
(
$nums
,
 
","
)

	
$ans
 
=
 
0

	
For
 
$i
 
=
 
1
 
To
 
$sData
[
0
]

		
$ans
 
+=
 
$sData
[
$i
]

	
Next

	
$ans
 
=
 
$ans
 
/
 
$sData
[
0
]

	
Return
 
(
$ans
)

EndFunc
 
;==>_findAvg

```